# Lidewij Benus
Lidewij Benus (Groningen, 2 april 1972) is een Nederlands actrice. Zij begon bij de Vooropleiding Theater in Groningen en in 1996 studeerde Benus af aan de Hogeschool van de Kunsten van Amsterdam. Na een gastrol in Twaalf steden, dertien ongelukken speelde Benus een gastrol in de politieserie Baantjer. Ze speelde de gestoorde non Zuster Vincenza in Goede tijden, slechte tijden.

## Filmografie
- 12 steden, 13 ongelukken (1992) - Carola (afl. Een schertsvertoning, Groningen)
- Baantjer (1996) - Jacqueline de Groot in 'De Cock en de moord in de peepshow'
- Het glinsterend pantser (1998) - vriendin Alice
- Quidam, Quidam (1999) - Pia
- Ben zo terug (2000) - Mariëlle
- Wilhelmina (2001) - Alice van Hemert
- De enclave (2002) - Didi
- Kramers Crisis (2003) - echtgenote van de boer
- Samen (2005) - Yvonne de Vries
- Grijpstra & De Gier (2005) - Tilly van Moerkerken
- Goede tijden, slechte tijden (2005) - Zuster Vincenza
- Juliana I (2006) - Juffrouw Oosterlee
- Zomerhitte (2008) - Zuster
- Flikken Maastricht (2008) - Pathologist
- Opaque (2009) - vrouw
- De weg naar Cádiz (2009) - Suzanne
- SpangaS (2013) - Lisa Zonderman
- Dokter Deen (2014) - Verzorgster
- Flikken Maastricht (2025) - Marga Brink